# Warszawa (parowóz)
Warszawa – parowóz Warszawa numer 1 Drogi Żelaznej Warszawsko-Wiedeńskiej.

## Historia
Parowóz zbudowany na potrzeby Drogi Żelaznej Warszawsko-Wiedeńskiej dostarczyła fabryka w Seraing, której właścicielem był J. Cockerill. "Warszawa" była jednym z dwóch pierwszych parowozów towarowych (obok "Wisły") obsługującą tę kolej o układzie osi 0-2-1. Parowóz zaczął kursować na linii 29 września 1844 r. i służył do 1863 r.